# アッシャー・ウォジェハウスキー
ランドール・アッシャー・ウォジェハウスキー（Randall Asher Wojciechowski,  1988年12月21日 - ）は、アメリカ合衆国サウスカロライナ州ハーディビル出身の元プロ野球選手（投手）。右投右打。愛称はウォジョ（Wojo）。

## 経歴

### プロ入り前
サウスカロライナ州ハーディビルで誕生後、フロリダ州ペンサコーラやミシガン州スターギス、海外のドミニカ共和国やルーマニアを転々として少年時代を過ごした。

### プロ入りとブルージェイズ傘下時代
2010年のMLBドラフト1巡目追補（全体41位）でトロント・ブルージェイズから指名され、プロ入り。傘下のA-級オーバーン・ダブルデイズで3試合に登板した。
2011年はA+級ダニーデン・ブルージェイズでプレーし、25試合（先発22試合）に登板して11勝9敗、防御率4.70、96奪三振を記録した。
2012年もA+級ダニーデンでプレーし、18試合に先発登板して7勝3敗、防御率3.57、76奪三振を記録した。

### アストロズ時代
2012年7月20日にJ.A.ハップ、ブランドン・ライオン、デビッド・カーペンターとのトレードで、ベン・フランシスコ、フランシスコ・コルデロ、デビッド・ロリンズ、ジョー・マスグローブと共にヒューストン・アストロズへ移籍。移籍後は、傘下のAA級コーパスクリスティ・フックスでプレーし、8試合に先発登板して2勝2敗、防御率2.06、34奪三振を記録した。

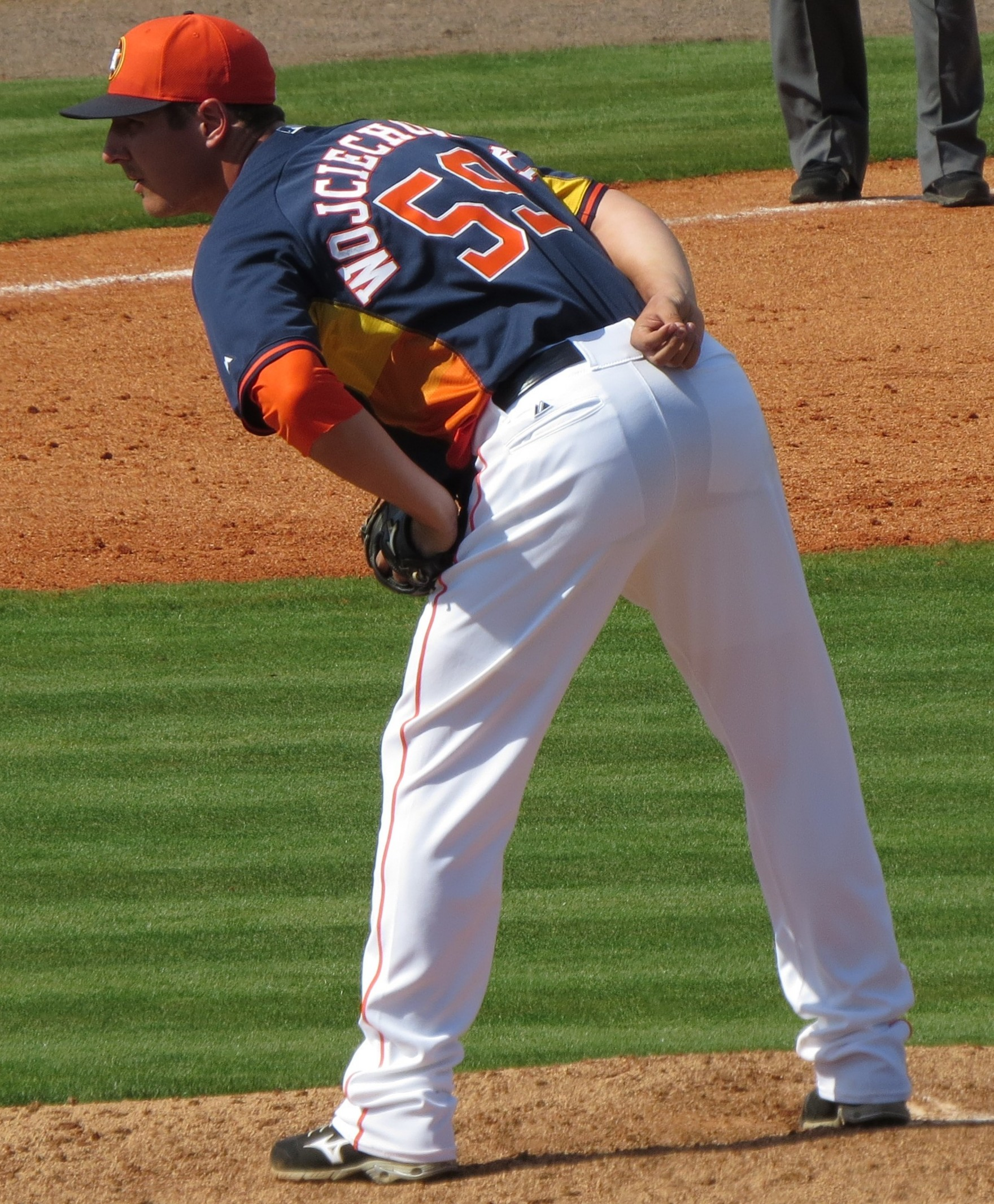
ヒューストン・アストロズ時代
(2015年3月4日)

2013年は開幕をAA級コーパスクリスティで迎え、6試合に登板して2勝1敗1セーブ、防御率2.08、7奪三振を記録した。5月にAAA級オクラホマシティ・レッドホークスへ昇格。22試合に登板して9勝7敗、防御率3.56、44奪三振を記録した。オフの11月21日に40人枠入りを果たした。
2014年はAAA級オクラホマシティでプレーし、15試合（先発14試合）に登板して4勝4敗、防御率4.74、59奪三振を記録した。
2015年は開幕ロースター入りし、4月9日のクリーブランド・インディアンス戦で先発してメジャーデビュー。この年は5試合に投げ、うち3試合で先発登板した。しかし打ち込まれ、16.1イニングで13失点、防御率7.16という内容だった。
2016年5月17日にDFAとなった。

### マーリンズ傘下時代
2016年5月24日にウェイバー公示を経てマイアミ・マーリンズへ移籍し、40人枠に入った状態でA+級ジュピター・ハンマーヘッズに配属された。7月16日にDFAとなった後、19日にマイナー契約となった。オフの11月7日にFAとなった。

### ダイヤモンドバックス傘下時代
2016年12月12日にアリゾナ・ダイヤモンドバックスとマイナー契約を結んだ。

### レッズ時代
2017年4月20日にシンシナティ・レッズとマイナー契約を結び、傘下のAAA級ルイビル・バッツへ配属された。5月20日にメジャー契約を結んでアクティブ・ロースター入りした。同日のコロラド・ロッキーズ戦で6回表から3番手として3.2回を無失点に抑え、その間に味方が逆転してメジャー初勝利を挙げた。6月18日にDFAとなり、20日にマイナー契約でAAA級ルイビルへ降格した。7月2日に再びメジャー契約を結んでアクティブ・ロースター入りした。この年メジャーでは25試合（先発8試合）に登板して4勝3敗、防御率6.50、64奪三振を記録した。レギュラーシーズン終了後の10月4日にマイナー契約でAAA級ルイビルへ配属された。

### オリオールズ傘下時代
2017年12月1日にボルチモア・オリオールズとマイナー契約を結んだ。
2018年は開幕から傘下のAAA級ノーフォーク・タイズでプレーしていたが、7月18日に自ら選んで契約を途中で放棄する「オプトアウト」を行使した。

### ホワイトソックス傘下時代
2018年7月25日にシカゴ・ホワイトソックスとマイナー契約を結んだ。加入後は傘下のAAA級シャーロット・ナイツでプレーした。オフの11月2日にFAとなった。

### インディアンス傘下時代
2019年2月14日にインディアンスとマイナー契約を結び、スプリングトレーニングに招待選手として参加することになった。シーズンでは開幕から傘下のAAA級コロンバス・クリッパーズでプレーした。

### オリオールズ時代
2019年7月1日に金銭トレードで、オリオールズへ移籍した。翌日の7月2日にメジャー契約を結んでアクティブ・ロースター入りした。
2020年9月17日にDFAとなり、20日にマイナー契約となった。

### ヤンキース時代
2021年1月21日にニューヨーク・ヤンキースとマイナー契約を結び、スプリングトレーニングに招待選手として参加することになった。シーズンでは5月のマイナーリーグ開幕から傘下のAAA級スクラントン・ウィルクスバリ・レイルライダースでプレーした。7月21日にメジャー契約を結んでアクティブ・ロースター入りし、同日のフィラデルフィア・フィリーズ戦で先発したが、翌22日にDFAとなった。7月24日にFAとなった。

### マリナーズ傘下時代
2021年7月29日にシアトル・マリナーズとマイナー契約を結び、傘下のAAA級タコマ・レイニアーズへ配属された。

## 詳細情報

### 年度別投手成績
| 年 度    | 球 団    | 登 板 | 先 発 | 完 投 | 完 封 | 無 四 球 | 勝 利 | 敗 戦 | セ 丨 ブ | ホ 丨 ル ド | 勝 率 | 打 者 | 投 球 回 | 被 安 打 | 被 本 塁 打 | 与 四 球 | 敬 遠 | 与 死 球 | 奪 三 振 | 暴 投 | ボ 丨 ク | 失 点 | 自 責 点 | 防 御 率 | W H I P |
| -------- | -------- | ----- | ----- | ----- | ----- | -------- | ----- | ----- | -------- | ----------- | ----- | ----- | -------- | -------- | ----------- | -------- | ----- | -------- | -------- | ----- | -------- | ----- | -------- | -------- | ------- |
| 2015     | HOU      | 5     | 3     | 0     | 0     | 0        | 0     | 1     | 0        | 0           | .000  | 79    | 16.1     | 23       | 2           | 7        | 0     | 0        | 16       | 1     | 0        | 13    | 13       | 7.16     | 1.84    |
| 2017     | CIN      | 25    | 8     | 0     | 0     | 0        | 4     | 3     | 0        | 0           | .571  | 279   | 62.1     | 71       | 14          | 19       | 1     | 5        | 64       | 1     | 0        | 48    | 45       | 6.50     | 1.44    |
| 2019     | BAL      | 17    | 16    | 0     | 0     | 0        | 4     | 8     | 0        | 0           | .333  | 361   | 82.1     | 80       | 17          | 28       | 0     | 9        | 80       | 3     | 0        | 46    | 45       | 4.92     | 1.31    |
| 2020     | BAL      | 10    | 7     | 0     | 0     | 0        | 1     | 3     | 0        | 0           | .250  | 168   | 37.0     | 45       | 11          | 15       | 0     | 1        | 31       | 0     | 0        | 29    | 28       | 6.81     | 1.62    |
| 2021     | NYY      | 1     | 1     | 0     | 0     | 0        | 0     | 0     | 0        | 0           | ----  | 19    | 4.0      | 3        | 1           | 3        | 0     | 1        | 4        | 0     | 0        | 2     | 2        | 4.50     | 1.50    |
| MLB：5年 | MLB：5年 | 58    | 35    | 0     | 0     | 0        | 9     | 15    | 0        | 0           | .375  | 906   | 202.0    | 222      | 45          | 72       | 1     | 16       | 195      | 5     | 0        | 138   | 133      | 5.93     | 1.46    |

- 2021年度シーズン終了時

### 年度別守備成績
| 年 度 | 球 団 | 投手（P） | 投手（P） | 投手（P） | 投手（P） | 投手（P） | 投手（P） |
| 年 度 | 球 団 | 試 合     | 刺 殺     | 補 殺     | 失 策     | 併 殺     | 守 備 率  |
| ----- | ----- | --------- | --------- | --------- | --------- | --------- | --------- |
| 2015  | HOU   | 5         | 0         | 1         | 1         | 0         | .500      |
| 2017  | CIN   | 25        | 6         | 2         | 1         | 0         | .889      |
| 2019  | BAL   | 17        | 4         | 2         | 0         | 0         | 1.000     |
| MLB   | MLB   | 47        | 10        | 5         | 2         | 0         | .882      |

- 2019年度シーズン終了時

### 背番号
- 59（2015年）
- 65（2017年）
- 29（2019年 - 2020年）
- 61（2021年）